# X Japan
X Japan ist eine japanische Rockband, die 1982 in Tateyama, Chiba gegründet wurde. Sie gelten als Mitbegründer des Visual-Kei-Stils in Japan und gehörten Anfang der 1990er Jahre zu den erfolgreichsten Vertretern der japanischen Rockmusik. Nach einer 10-jährigen Trennung ab 1997 fand 2007 eine Wiedervereinigung der Gruppe statt. Nachdem sie ihre Karriere im Umfeld des Speed Metal und Progressive Metal begonnen hatten, bewegten sie sich später in Richtung Progressive Rock.
2003 wurde X Japan von HMV Japan auf Platz 40 der 100 besten japanischen Musiker aller Zeiten gewählt.

## Bandgeschichte

### Gründung (1982–1987)
Bereits vor 1982 gab es zwischen den 17-jährigen Schulfreunden Yoshiki und Toshi Pläne, eine Band zu gründen. Nach einigen anfänglichen Meinungsverschiedenheiten bezüglich des Bandnamens – anfänglich nannten sie sich Dynamite und Noise – entschied man sich letztendlich für X. Sie nahmen regelmäßig an Bandwettbewerben teil und gewannen unter anderen den von der Yamaha Corporation unterstützten Eastwest-Amateur-Bewerb. 1985, drei Jahre später, engagierten Yoshiki und Toshi mehrere Musiker, die ihre Band unterstützen sollten, unter anderen auch Taiji, der sich als festes Mitglied etablierte und noch bis 1992 Bassist der Band war. Im Juni 1985 erschien ihre erste Single I'll Kill You unter dem Independent-Label Dada Records.
Ihr schrilles Auftreten und ihre unkonventionelle Musik machten X in der aufblühenden Visual-Kei-Szene schnell berühmt. Als trotz des Erfolges kein Musiklabel dazu bereit war, sie unter Vertrag zu nehmen, beschloss Yoshiki, seine eigene Plattenfirma Extasy Records zu gründen, um ihre Alben und Singles zu veröffentlichen. Kurz darauf wurde ihre zweite Single Orgasm im eigenen Label veröffentlicht, welche sich genau wie I'll Kill You in sehr kurzer Zeit sehr gut verkaufte und sich heute zu einem seltenen Sammlerstück entwickelt hat.

### X-Ära (1987–1992)
Das Jahr 1987 leitete schließlich die bedeutende Wende für X ein. Mehrere Bandmitglieder trennten sich von der Band, und am Ende blieben nur Yoshiki, Toshi und Taiji übrig. Nach kurzer Suche engagierten sie Pata und Hide als Gitarristen, und die Band befand sich nun in ihrer vorerst endgültigen Besetzung.
Am 26. Dezember 1987 nahmen X mit ihrem Lied Kurenai an einem von Sony Music Japan veranstalteten Bandwettbewerb teil und konnten die Upcoming-artist-Kategorie für sich entscheiden. Dieser Gewinn verhalf ihnen ein Jahr später zu ihrem ersten Plattenvertrag.
Anfang 1988 erschien das erste Album Vanishing Vision. Alle 10.000 produzierten Exemplare des Albums wurden in weniger als einer Woche verkauft, was einen neuen Rekord in der Independent-Szene bedeutete. Kurz darauf erhielten X einen Vertrag mit Ki/oon Records, einer Tochterfirma von Sony Music Japan. Ein Jahr später erschien ihr zweites Studioalbum und Major-Debüt Blue Blood. Mit dieser höchst erfolgreichen Veröffentlichung gelang X der Durchbruch am japanischen Massenmarkt. Dem Album folgte die landesweite Rose-&-Blood-Tour, die allerdings mehrmals jäh unterbrochen werden musste. Am 8. November 1989 kollabierte Yoshiki während eines Konzertauftrittes in Shibuya. Das Konzert wurde auf der Stelle abgebrochen und Yoshiki in ein Krankenhaus eingeliefert. Während in der Vergangenheit schon mehrmals Konzerte auf Grund seines Gesundheitszustandes abgesagt werden mussten, war dies der erste Vorfall, der sich direkt auf der Bühne ereignete. Die restlichen Konzerte der Tour mussten auf Grund seines kritischen Zustandes größtenteils verschoben werden.
1991 veröffentlichten X ihr drittes Album Jealousy. Mit diesem Album änderten sich sowohl der musikalische als auch der optische Stil der Band. Das bisher harte Auftreten der Band wurde durch den – für damalige Verhältnisse – typischen Visual-Kei-Stil ersetzt. Der größtenteils im Speed Metal verwurzelte Sound, der die Band bekannt gemacht hatte, wich einem ruhigeren, melancholischen und teilweise psychedelischen Musikstil. Während des vorletzten Konzertes ihrer Violence-in-Jealousy-Tour brach Yoshiki abermals während eines Schlagzeug-Solos auf der Bühne zusammen. Das letzte Konzert der Tournee, welches eigentlich am 25. Oktober 1991 hätte stattfinden sollen, wurde abgesagt.
Anfang 1992, direkt nach ihrem bis dahin größtem Konzert, welches an insgesamt drei aufeinander folgenden Tagen im Tokyo Dome stattfand, kündigte Bassist Taiji an, dass er die Band verlassen wolle. Die Hintergründe seines Aussteigs sind bis heute umstritten. X waren zum damaligen Zeitpunkt die einzige japanische Rockband, die es schaffte, den Tokyo Dome an drei aufeinander folgenden Tagen zu füllen.

### X-Japan-Ära (1992–1997)
Noch im selben Jahr wurde Heath als neuer Bassist vorgestellt. Diesem Personalwechsel folgte auch eine letzte Namensänderung. Da in den Vereinigten Staaten bereits eine Band namens X existierte, wurden sie nach einem verlorenen Rechtsstreit gezwungen, sich in X Japan umzubenennen. Der Namensänderung folgte auch ein bedeutender Wechsel ihres Musikstils. Ihre bis dahin sehr von Klassik beeinflusste progressive Musik wich langen Liebesballaden und Industrial-Einflüsse wurden immer deutlicher.
1993 wechselten X Japan zu Atlantic Records und veröffentlichten ihr viertes Album, Art of Life, welches nur aus einem einzigen Titel besteht. Der 29-minütige Song gilt bis heute als eines der populärsten und musikalisch besten Werke von X Japan und wurde lediglich fünf Mal vor Publikum aufgeführt. Am 30. und 31. Dezember 1993 veranstalteten X Japan zwei Konzerte im Tokyo Dome. Sie waren damit die erste japanische Gruppe, der diese beiden beliebten Veranstaltungstage zugesprochen wurden. Bisher waren diese Tage immer für ausländische Musiker reserviert gewesen. Auch in den folgenden Jahren veranstalten X Japan bis 1997 insgesamt fünf Mal die Konzerte zum Jahreswechsel im Tokyo Dome.
Das Jahr 1994 war ganz den Solo-Projekten der Mitglieder gewidmet. Toshi und Hide veröffentlichten ihre ersten Alben, und Hide ging gemeinsam mit Pata zum ersten Mal allein auf Tournee, während Yoshiki sich gesundheitlich zu erholen versuchte. Am 1. Dezember 1994 traten X Japan wieder gemeinsam beim Act against Aids auf, im Zuge dessen auch Kondome mit aufgedrucktem Bandlogo an die Besucher verteilt wurden. Ende 1995 starteten X Japan ihre Dahlia-Tour, welche sie vier Monate lang durch ganz Japan führen sollte; doch auch diese Tournee musste unterbrochen werden. Am 13. März 1996 brach Yoshiki erneut während eines Auftrittes in Nagoya zusammen. Im Krankenhaus wurde eine Entzündung der zervikalen Halswirbel festgestellt. Seit damals musste Yoshiki, während er Schlagzeug spielte, immer eine ärztlich verordnete Cervikalstütze tragen.
Direkt im Anschluss an ihre bisher größte Tournee erschien ihr fünftes Studioalbum Dahlia, welches alle Singles enthält, die nach ihrer Namensänderung zu X Japan veröffentlicht worden waren. Yoshiki meinte in einem Interview, dass er das Album weder besonders gut noch besonders schlecht finde und mit dem Ergebnis nicht zufrieden sei.
Im April 1997 kündigte Sänger und Gründungsmitglied Toshi seinen Bandkollegen an, die Band zur Selbstfindung zu verlassen. Auch hier ist der Grund für die Trennung bis heute umstritten. Klar ist jedoch, dass Yoshiki und Toshi, die schon seit ihrer Schulzeit befreundet waren, jeglichen Kontakt zueinander abbrachen und jahrelang nicht mehr miteinander sprachen. Fünf Monate nach Toshis Ausstieg bestätigte Yoshiki die offizielle Auflösung von X Japan. Zum Abschied fand am 31. Dezember 1997 ein letztes großes Konzert vor 55.000 Zuschauer im ausverkauften Tokyo Dome statt.

### Wiedervereinigung (seit 2007)
Schon kurz nach der Trennung der Band schmiedeten Yoshiki und Hide Pläne, die Band mit einem neuen Sänger im Jahr 2000 wieder zu vereinen. Doch Hides plötzlicher Tod 1998 machte diese Pläne zunichte, und Yoshiki beschloss aus Trauer, mit der Vergangenheit abzuschließen und sich neuen Projekten zu widmen.

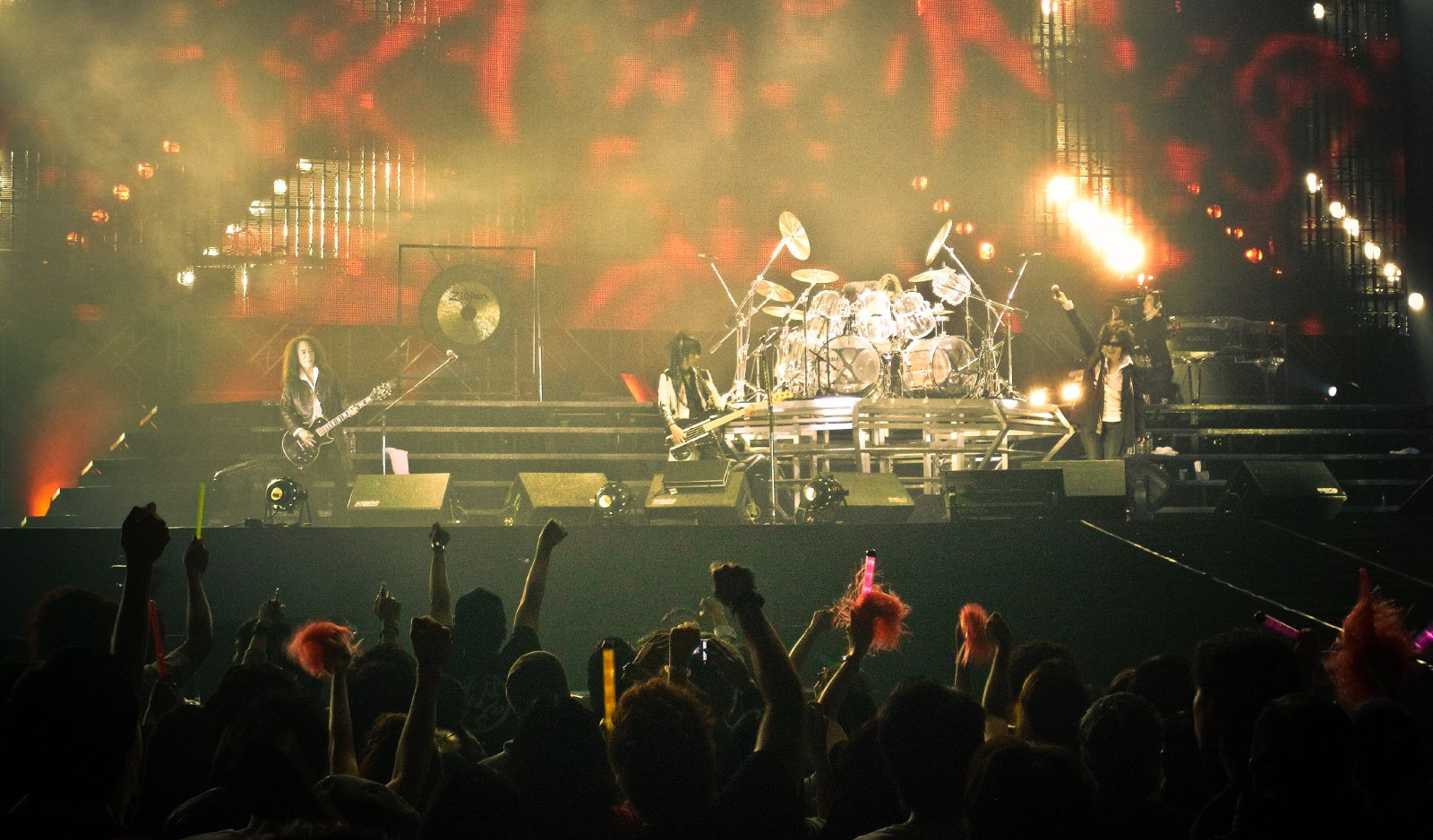
X Japan spielen live in Hongkong, 16. Januar 2009

Anfang 2007 gab Toshi auf seiner Webseite an, er arbeite mit Yoshiki an einem neuen Projekt. Im Juli 2007 nahm Yoshiki dazu Stellung. Er gab an, er arbeite mit Toshi an dem Song Without You und er denke ernsthaft über eine Wiedervereinigung von X Japan nach. Die offizielle Bestätigung folgte im Oktober, als X Japan bekannt gaben, dass sie an einem neuen Song mit dem Titel I.V. arbeiten, welcher weltweit im Abspann des Films Saw IV zu hören ist und zuvor unveröffentlichtes Tonmaterial von Hide enthält. Kurz darauf wurden ein neues Album mit dem Titel Japanese Best und die Single I.V. für das Jahr 2008 bestätigt. Entgegen der Ankündigung erschien Japanese Best jedoch bislang nicht (Stand: Januar 2016).
Es war anfangs nicht bekannt, ob die Wiedervereinigung von längerer Dauer sein würde. In einem Interview Anfang 2007 gab Yoshiki an, es bestehe eine hohe Wahrscheinlichkeit, dass X Japan auch außerhalb Japans auftreten könne. Auf die Frage, wie lange die Wiedervereinigung andauern wird, antwortete Yoshiki:
"A couple of months ago, at an interview on some TV show I've said: „X Japan, I only just want to do that for a certain period.“ I'm still thinking that way, but it depends, it depends on if we find something new or something meaningful, I may... we may do X Japan longer than what we thought about at the beginning, but... I don't know. I want to do something really exciting there. Something crazy. Something you can't even think about, that you can't even imagine. I don't know, I'm just trying to think of some interesting thing."

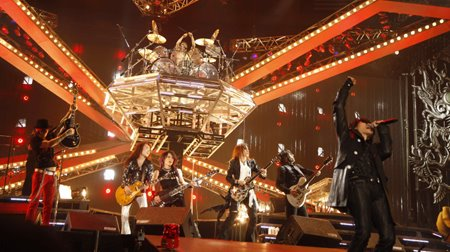
X Japan mit Richard Fortus und Wes Borland im Tokyo Dome, 28. März 2008

("Vor ein paar Monaten sagte ich in einem Interview in einer TV-Show: „X Japan will ich nur für eine gewisse Zeit machen.“ Ich denke noch immer so, aber es kommt auch darauf an, ob wir etwas Neues, Bedeutsames finden. Ich könnte... wir könnten X Japan länger am Leben halten, als wir zunächst dachten, aber... Ich weiß es nicht. Ich möchte etwas richtig Aufregendes machen. Etwas Verrücktes. Etwas, woran man nicht einmal denken kann, das man sich nicht einmal vorstellen kann. Ich weiß es nicht, ich versuche einfach, mir etwas Interessantes auszudenken.")
An den Abenden des 28., 29. und 30. März 2008 veranstalteten X Japan insgesamt drei Konzerte im Tokyo Dome. Obwohl ursprünglich nur zwei Konzerte geplant gewesen waren, entschloss man sich wegen der hohen Ticketnachfrage dazu, noch ein drittes Konzert zu veranstalten. An Hides Stelle traten neben Sugizo auch Wes Borland und Richard Fortus während der Auftritte als Gastgitarristen in Erscheinung. Bei allen drei Auftritten wurden Videoaufzeichnungen älterer Liveauftritte von Hide über mehrere Bildschirme auf der Bühne vorgeführt und seine Gitarrensoli mit älteren Tonaufnahmen eingespielt.
Insgesamt sahen 150.000 Besucher die ausverkauften Konzerte im Tokyo Dome.
Während der Pressekonferenz nach dem Konzert am 29. März 2008 wurde die X Japan World Tour offiziell von Yoshiki bestätigt. Die zunächst festgelegten Termine in Paris, New York, Hongkong, Bangkok, Taipei und Seoul mussten jedoch vorerst auf unbestimmte Zeit verschoben werden.
Am ersten Mai 2009 wurde bekanntgegeben, dass Sugizo, der schon bei allen bisherigen Konzerten seit ihrer Wiedervereinigung als Gastmusiker bei einigen Liedern in Erscheinung trat, offiziell der Band als Gitarrist beigetreten ist. Dennoch bleibt der verstorbene Gitarrist Hide weiterhin offizielles Mitglied der Band. Sugizo betonte, dass er der Band nicht beigetreten wäre, wenn es nur darum gegangen wäre, die alten Zeiten mit Hide erneut aufleben zu lassen.
Auf einer Pressekonferenz am 8. Juli versammelte sich die Band um Pläne für eine Amerika-Tour bekannt zu geben, die Aufnahmen des Albums, die in den USA stattfinden, unterbrechend.
Yoshiki und Sugizo treten zudem bei der Otakon am 31. Juli auf.
Am 14. und 15. August 2010 spielten X Japan zwei Tage am Stück im Yokohama Nissan-Stadion vor insgesamt rund 130.000 Fans. Der Auftritt erfolgte dabei in voller Besetzung, als Bassisten waren sowohl Heath als auch Taiji dabei.
Nach der Amerika-Tour 2010 folgte im Jahr darauf die X Japan World Tour 2011, welche sie durch Europa, Ostasien sowie Nord- und Südamerika führte. Auf dieser Tour wurde außerdem der Titel „Art Of Life“ das erste Mal seit 1993 wieder live gespielt, allerdings in einer verkürzten Version. Am 28. Juni 2011 erschien die neue Single Jade als Download.
2012 gewann X Japan bei den Revolver Golden Gods Awards in Los Angeles in der Kategorie „Beste internationale Band“. 2014 erschien mit dem Best-Of The World ~ 初の全世界ベスト erstmals seit 10 Jahren wieder eine CD der Band, die enthaltenen Studio- und Liveaufnahmen wurden vorab allesamt remastered.
Nach weiteren Auftritten, überwiegend im asiatischen Raum, wurde am 6. November 2015 mit Born to Be Free schließlich ein weiterer neuer Song als Download veröffentlicht.
Für den 12. März 2016 kündigte die Band die Veröffentlichung des seit der Wiedervereinigung 2007 angekündigten und regelmäßig aufgeschobenen sechsten Studioalbums an. Es sollte zeitgleich zum an diesem Tag angesetzten Auftritt der Gruppe in der Londoner Wembley Arena erscheinen und dabei das erste Album seit 20 Jahren darstellen. Im Rahmen des Wembley-Konzerts sollte zudem die Dokumentation „We Are X – The Death And Life Of X Japan“ ihre Europa-Premiere feiern, nachdem sie Ende Januar 2016 erstmals auf dem Sundance Film Festival 2016 gezeigt wurde und den Sonderpreis „Special Jury Award for Best Editing“ gewann. Ende Januar wurde schließlich eine Pressemitteilung veröffentlicht, die eine erneute Verschiebung des Albums ankündigte – als neuer Erscheinungszeitraum wurde nun Herbst 2016 genannt. Kurz darauf wurde der geplante Auftritt in London auf 2017 verlegt, da sich Gitarrist Pata aufgrund einer Divertikulitis und einer Pfortaderthrombose intensivmedizinischer Behandlung unterziehen musste und erst nach vollständiger Genesung reisefähig gewesen wäre.
Am 4. November 2016 kündigte Drummer Yoshiki im Rahmen einer Online-Fragestunde gegenüber den Teilnehmern an, dass als Veröffentlichungsdatum des neuen Albums der 3. März 2017 anvisiert sei. Auch diese erneute Aufschiebung der Veröffentlichung wurde jedoch nicht eingehalten – anstatt eines neuen Albums erschien der Soundtrack zur Dokumentation „We Are X“, welcher überwiegend aus älterem Material, Liveversionen und Neueinspielungen besteht. Im Vorfeld des Tags darauf stattfindenden Konzerts in London kündigte Yoshiki in einer Videobotschaft an, dass das Album unmittelbar bevorstehe, nannte nun jedoch keinen konkreten Termin mehr.
Im Juni 2017 wurde Drummer Yoshiki abermals einer Rückenoperation unterzogen, woraufhin die Ärzte öffentlich bezweifelten, dass er in Zukunft überhaupt jemals wieder Schlagzeug spielen kann. Bereits am 31. Dezember 2017 spielte Yoshiki im Rahmen des alljährlichen Musikprogramms Kōhaku Uta Gassen des japanischen TV-Senders NHK erstmals seit seiner Operation jedoch wieder öffentlich Schlagzeug.
Im Januar 2018 wurden X Japan für das Coachella Valley Music and Arts Festival bestätigt. Zudem veröffentlichte die britische Printausgabe des Metal Hammer im Rahmen einer Jahresvorschau die Meldung, dass das neue Album der Band im Frühjahr 2018 erscheinen soll, unter Mitwirkung bekannter Gastkünstler entstanden sei und Yoshiki aktuell in eine noch nicht näher genannte Zusammenarbeit mit Marilyn Manson involviert sei. Im Mai 2018 konkretisierte Yoshiki die Zusammenarbeit mit Manson – so sei dieser auf einem Stück des bis dato nach wie vor unbetitelten, neuen X Japan-Albums zu hören. Ebenso wurde nun Spätsommer/Herbst 2018 als Veröffentlichungsdatum des Albums genannt, welches bis auf die Abmischung fast fertiggestellt sei. Ähnliche Aussagen zum Stand der Produktion tätigte Yoshiki seit der ersten Ankündigung des Albums im Jahr 2007 immer wieder.

## Bandmitglieder

### Toshi
Hauptartikel: Toshimitsu Deyama
Toshi (japanisch 出山 利三 Deyama Toshimitsu, * 10. Oktober 1965) ist Sänger und Gründungsmitglied der Band. Ursprünglich war Toshi der Gitarrist der Gruppe; doch als ihr damaliger Sänger ausstieg, übernahm er den Gesang. Seiner Stimme, die laut seiner eigenen Schätzung drei Oktaven umfasst, wird ein hoher Wiedererkennungswert nachgesagt. Er und Yoshiki bilden als einzige Gründungsmitglieder das Grundgerüst der Band und sind bereits seit ihrer Kindheit befreundet. Seit 1992 ist er auch als Solokünstler aktiv.
Der Grund seines Ausstiegs aus der Band und seines Streits mit Yoshiki ist bis heute unter Fans umstritten. Laut eigenen Angaben litt Toshi seit seiner Kindheit unter einem Minderwertigkeitskomplex, den er durch seine musikalischen Erfolge zu kompensieren versuchte. Als er begann, sich für Spiritualität und Esoterik zu interessieren, konnte er das nicht mehr mit seiner bisherigen Tätigkeit in Einklang bringen und versuchte, ein neues Leben zu starten.
Ein Gerücht, welches sich bis heute hartnäckig in der Fangemeinde hält, besagt, Toshi hätte sich einer Sekte angeschlossen, was unter anderem auch an einem 1998 im japanischen Fernsehen ausgestrahlten Interview liegt: In diesem emotional aufgebauschten Studiogespräch sagte ein bieder gekleideter Toshi neben seiner weinenden Frau dem Host, dass er „seinen Glauben gefunden“ habe. Dazwischen wurden immer wieder Einblendungen von Toshis älterem Bruder gezeigt, der seinen Bruder beschuldigt, die Familie zu entzweien. Kontrastiert wurde dazu mit einem Bericht über eine japanische Sekte („neuen Glaubensgemeinschaft“ bzw. jp. shinshūkyō dantai, 新宗教団体), der Toshi angeblich angehöre. Ein zentraler Punkt, der dabei erwähnt wurde, war der Glaube an den Weltuntergang im Jahr 2000.
Nach Toshis Ausstieg bei X Japan konzentrierte er sich auf New Age-Musik, trat mehrmals in Japan und Hongkong auf und veröffentlichte weiterhin Alben. Er selbst nennt seine Musik Healing Music.
Nach diversen Auftritten mit X Japan 2009 wird er nun am 24. Februar sein vorerst letztes Konzert als Solo-Musiker geben, bevor er sich dann wieder X Japan anschließt.

### Yoshiki
Hauptartikel: Yoshiki Hayashi
Yoshiki (japanisch 林 佳樹 Hayashi Yoshiki, * 20. November 1965) spielt Schlagzeug, Piano und schreibt und komponiert fast alle Lieder der Band selbst.
Er ist bekannt für seine wilde und schnelle Art Schlagzeug zu spielen. So brach er mehrmals auf der Bühne zusammen und musste zwischen 1995 und 1997 eine ärztlich verschriebene Halskrause tragen, da eine chronische Entzündung der zervikalen Halswirbel festgestellt wurde. Sein zweites Instrument, das Piano, beherrscht er seit seinem vierten Lebensjahr.
Nach X Japans vorläufigem Ende und Hides Tod verhalf er als Produzent Bands wie Dir en Grey und The Trax zum Aufstieg und startete sein eigenes Musikprojekt Violet UK. 2007 gründete er gemeinsam mit Gackt, Sugizo und Miyavi die Supergruppe Skin.

### Pata
Hauptartikel: Tomoaki Ishizuka
Pata (japanisch 石塚 智昭 Ishizuka Tomoaki, * 4. November 1965) trat der Band erst 1987 als festes Mitglied bei, nachdem er schon zuvor als Studiomusiker für X tätig war. Anfangs bat er Yoshiki darum, bei seiner eigenen Band Judy einzusteigen. Erst als dieser ablehnte, beschloss er, X beizutreten.
Ähnlich wie Hide wird auch Pata ein außerordentliches Talent für sein Instrument zugesprochen. Im Gegensatz zu seinen Kollegen hielt er sich bei gemeinsamen Auftritten und Interviews meistens im Hintergrund. Vor allem in den Anfangsjahren wurde er oft mit den Worten „Me? I'm not going to talk.“ („Ich? Ich werde nichts sagen.“) zitiert.
2000 gründete er gemeinsam mit Heath die Band Dope Headz, die schon nach kurzer Zeit ihre Aktivitäten wieder einstellte. Er war seit 2002 mit seiner eigenen Instrumental-Band Ra:In aktiv.

### Heath
Hauptartikel: Hiroshi Morie
Heath (japanisch 森江 博 Morie Hiroshi, * 22. Januar 1968; † 29. Oktober 2023) löste 1992 Taiji als Bassist ab. Es gab besonders anfangs zahlreiche Anfeindungen gegen ihn von Seiten der Fans, bei denen Taiji wegen seines ausgeprägten Bass-Spiels sehr beliebt war. Auch sein eher dunkler Kleidungsstil stieß anfänglich auf Ablehnung. Außerdem bemängelte man sein, im Vergleich zum aggressiveren Taiji, angeblich zurückhaltendes Bass-Spiel.
Seit der vorübergehenden Auflösung von X Japan war er als Solokünstler und DJ aktiv, gründete 2000 gemeinsam mit seinem Band-Kollegen Pata Dope Headz und danach Lynx, mit der er auch heute noch aktiv ist.
Heath starb Ende Oktober 2023 infolge einer Krebserkrankung.

### Hide
Hauptartikel: Hideto Matsumoto.
Hide (japanisch 松本 秀人 Matsumoto Hideto, * 13. Dezember 1964; † 2. Mai 1998) – in Fan-Kreisen ist die von ihm selbst bevorzugte Schreibweise seines Namens mit kleinem h üblich – war bis zur Trennung Gitarrist und fester Bestandteil der Band. Er gilt bis heute als einer der einflussreichsten Gitarristen der japanischen Visual Kei-Geschichte. Während alle anderen Mitglieder ihren Kleidungsstil im Laufe der Zeit normalisierten, zeigte sich Hide immer mit sehr bunten, ausgefallenen Kostümen und – meist rot oder pink – gefärbten Haaren. Hide fiel daneben durch sein versiertes Gitarrenspiel auf.
Zwischen 1994 und 1998 veröffentlichte er drei Soloalben und konnte als einziges Mitglied der Gruppe eine erfolgreiche Solokarriere aufbauen, sodass er auch außerhalb von X Japan über eine große Fangemeinde verfügte. 1998 verstarb Hide unter bis heute nicht völlig geklärten Umständen – offiziell wird Suizid als Todesursache geführt, die Band spricht von einem Unfall. Hide ist einer der Gründe für die Wiedervereinigung von X Japan – laut Yoshiki wolle dieser die Zeit mit ihm und der Band wiederaufleben lassen. Hide wird bei Liveauftritten nach wie vor als reguläres Bandmitglied im Live-Intro wie auch bei Ansagen Toshis genannt. In diesem Rahmen wird er zudem regelmäßig durch frühere Liveaufnahmen seiner Ansagen oder Intros über Leinwand eingespielt. Ebenso bringt die Band zur Verabschiedung am Ende eines Konzerts häufig eine Hide nachempfundene, große Plüschfigur auf die Bühne.

### Taiji
Hauptartikel: Taiji Sawada
Taiji (japanisch 沢田 泰司 Sawada Taiji, * 12. Juli 1966; † 17. Juli 2011) war bis 1992 Bassist von X Japan und bei Fans aufgrund seines selbstsicheren und wilden Auftretens außerordentlich beliebt. Er verließ die Band unter unklaren Umständen, vermutet werden Streitigkeiten im Zusammenhang mit Yoshikis Gehalt im Vergleich zur restlichen Band, woraufhin man ihn zum Verlassen der Gruppe aufgefordert haben soll. Nach seinem Ausstieg war Taiji längere Zeit in mehreren Bands kurzfristig aktiv – unter anderen bei Loudness – ehe er 2003 Otokaze gründete. Anschließend war er in verschiedenen Gruppen aktiv, so u. a. D.T.R., Cloud Nine, Taiji with Heaven's und TSP (Taiji & Shu Project). Am 14. und 15. August 2010 stand Taiji für einige Songs im Rahmen zweier Gastauftritte erstmals seit 1992 wieder mit X Japan auf der Bühne.
Nach einem Zwischenfall am 11. Juli 2011, bei dem er in einem Flugzeug gegenüber einer Stewardess gewalttätig geworden sein soll, wurde er am 14. Juli in ein Krankenhaus gebracht, nachdem er versuchte, sich zu erhängen. Er erlag seinen Verletzungen am 17. Juli 2011.

## Diskografie
| Jahr | Titel            | Höchstplatzierung, Gesamtwochen, AuszeichnungChartsChartplatzierungen (Jahr, Titel, Platzierungen, Wochen, Auszeichnungen, Anmerkungen) | Anmerkungen                                                   |
| Jahr | Titel            | JP | Anmerkungen                                                   |
| ---- | ---------------- | --- | ------------------------------------------------------------- |
| 1988 | Vanishing Vision | — | Erstveröffentlichung: 14. April 1988 Verkäufe JP: + 171.030   |
| 1989 | Blue Blood       | JP6 ×2Doppelplatin · (112 Wo.)JP | Erstveröffentlichung: 21. April 1989 Verkäufe JP: + 712.000   |
| 1991 | Jealousy         | JP1 Diamant · (55 Wo.)JP | Erstveröffentlichung: 1. Juli 1991 Verkäufe JP: + 1.113.000   |
| 1993 | Art of Life      | JP1 Platin · (16 Wo.)JP | Erstveröffentlichung: 25. August 1993 Verkäufe JP: + 600.000  |
| 1996 | Dahlia           | JP1 Platin · (15 Wo.)JP | Erstveröffentlichung: 4. November 1993 Verkäufe JP: + 648.080 |

grau schraffiert: keine Chartdaten aus diesem Jahr verfügbar

## Trivia

### X Japan im Tokyo Dome
X Japan sind neben der japanischen Band Globe, den Kinki Kids und den Backstreet Boys bis heute die einzigen Künstler, die den Tokyo Dome an drei aufeinanderfolgenden Tagen füllten. Was die Menge an Konzerten angeht, so werden sie nur von den Kinki Kids – einunddreißig Konzerte – und den Rolling Stones – fünfundzwanzig Konzerte – übertroffen.
Ende 1993 veranstalten X Japan als erste japanische Band zwei Konzerte zum Jahreswechsel am 30. und 31. Dezember. Davor waren diese beiden Konzerttage ausschließlich für ausländische Künstler reserviert gewesen. Im Laufe ihrer Karriere traten X Japan insgesamt sechzehn Mal im Tokyo Dome auf.
2010 wurde am 2. Mai ein Ranking zur beliebtesten Single X JAPANs herausgebracht, wonach auch „Kurenai“, welches bereits 1986 geschrieben wurde, als beliebteste Single der Band angesehen wird. Der Song war Teil des ersten Major Albums „Blue Blood“
| Datum             | Titel                                     |
| ----------------- | ----------------------------------------- |
| 23. August 1991   | Violence in Jealousy Tour                 |
| 5. Januar 1992    | Hametsu ni Mukatte                        |
| 6. Januar 1992    | Hametsu ni Mukatte                        |
| 7. Januar 1992    | Hametsu ni Mukatte                        |
| 30. Dezember 1993 | X Japan Returns                           |
| 31. Dezember 1993 | X Japan Returns                           |
| 30. Dezember 1994 | Aoi Yoru                                  |
| 31. Dezember 1994 | Shiroi Yoru                               |
| 30. Dezember 1995 | Dahlia Tour 1995–1996                     |
| 31. Dezember 1995 | Dahlia Tour 1995–1996                     |
| 30. Dezember 1996 | Dahlia Tour Final 1996 ~Fukkatsu no Yoru~ |
| 31. Dezember 1996 | Dahlia Tour Final 1996 ~Mobou na Yoru~    |
| 31. Dezember 1997 | The Last Live ~Saigo no Yoru~             |
| 28. März 2008     | X Japan Kougeki Saikai ~Hakai no Yoru~    |
| 29. März 2008     | X Japan Kougeki Saikai ~Mobou na Yoru~    |
| 30. März 2008     | X Japan Kougeki Saikai ~Souzou no Yoru~   |

### X Japan Racing Team
1995 und 1996 sponserte X Japan das Rennteam Team LeMans der japanischen Formel Nippon-Serie. Während sich die Erfolge 1995 noch in Grenzen hielten, konnten sie 1996 unter dem Teamnamen X Japan Team LeMans – mit dem damals noch weitestgehend unbekannten Ralf Schumacher als Fahrer – die Meisterschaft überlegen für sich entscheiden.
| Jahr | Team                | Chassis     | Motor      | Fahrer           | Siege | Punkte | Position |
| ---- | ------------------- | ----------- | ---------- | ---------------- | ----- | ------ | -------- |
| 1995 | X Japan Racing Team | Reynard 94D | Mugen F308 | Katsumi Yamamoto | -     | 9      | 9        |
| 1995 | X Japan Racing Team | Reynard 95D | Mugen F308 | Katsumi Yamamoto | -     | 9      | 9        |
| 1996 | X Japan Team LeMans | Reynard 96D | Mugen F308 | Ralf Schumacher  | 3     | 40     | 1        |
| 1996 | X Japan Team LeMans | Reynard 96D | Mugen F308 | Naoki Hattori    | 2     | 38     | 2        |